# Алексеевка (Марьяновская сельская община)
Алексе́евка (укр. Олексіївка) — село в Марьяновской сельской общине Новоукраинского района Кировоградской области Украины.
До 2020 года входило в Маловисковский район
Население по переписи 2001 года составляло 224 человека. Население по данным 2021 года составляло 140 человек. Почтовый индекс — 26240. Телефонный код — 5258. Код КОАТУУ — 3523183605.